# Gondwanaland

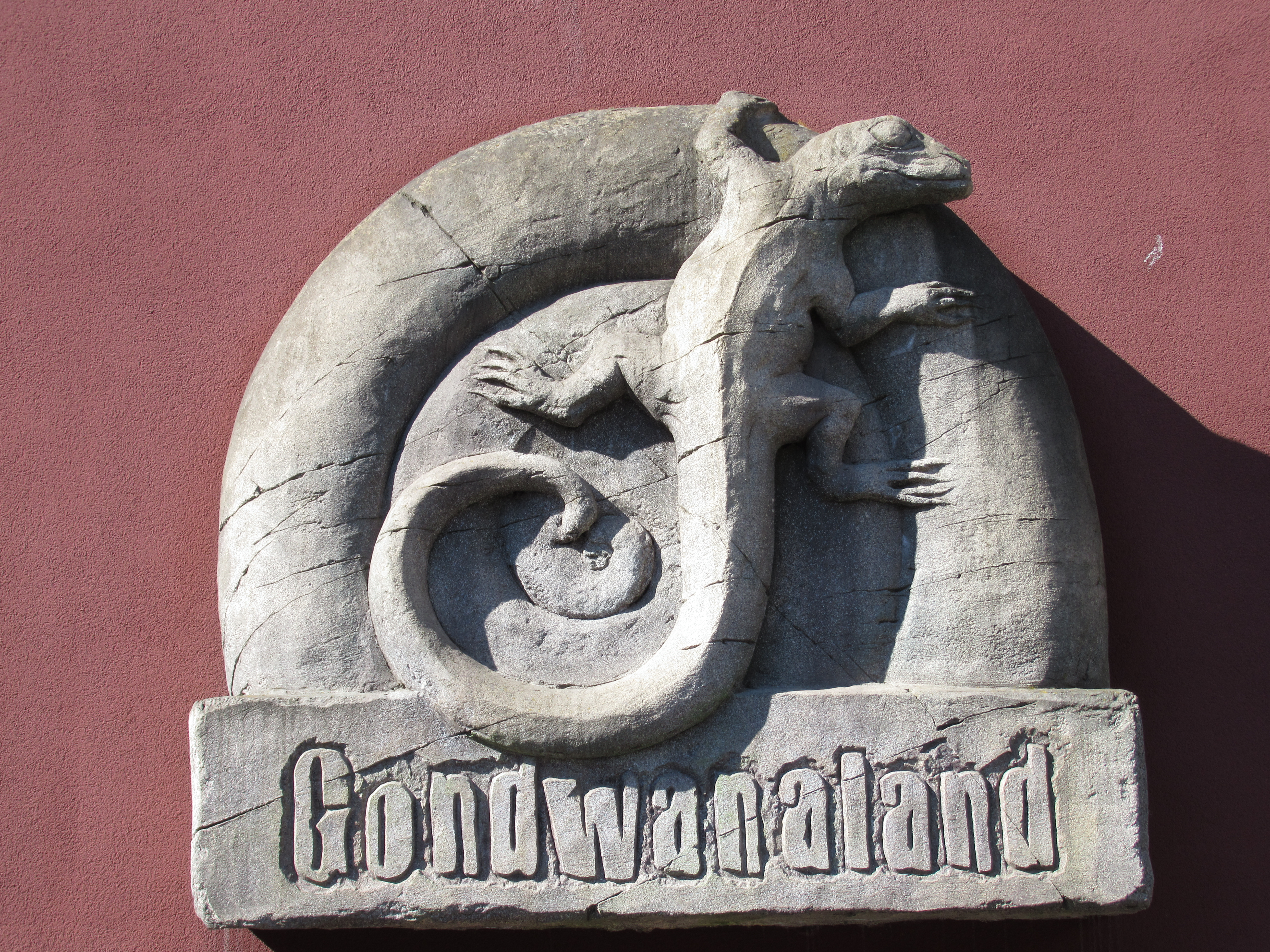
Gondwanaland Leipzig

Gondwanaland ist die 16.500 Quadratmeter große Riesentropenhalle im Zoo Leipzig. In der nach Gondwana, dem Urkontinent auf der Südhalbkugel, benannten Halle werden bei Temperaturen von 24 bis 26 °C und einer Luftfeuchtigkeit von 65 bis 100 Prozent etwa 100 Tierarten sowie 17.000 tropische Pflanzen gezeigt.

## Geschichte

### Konzeption und Bau

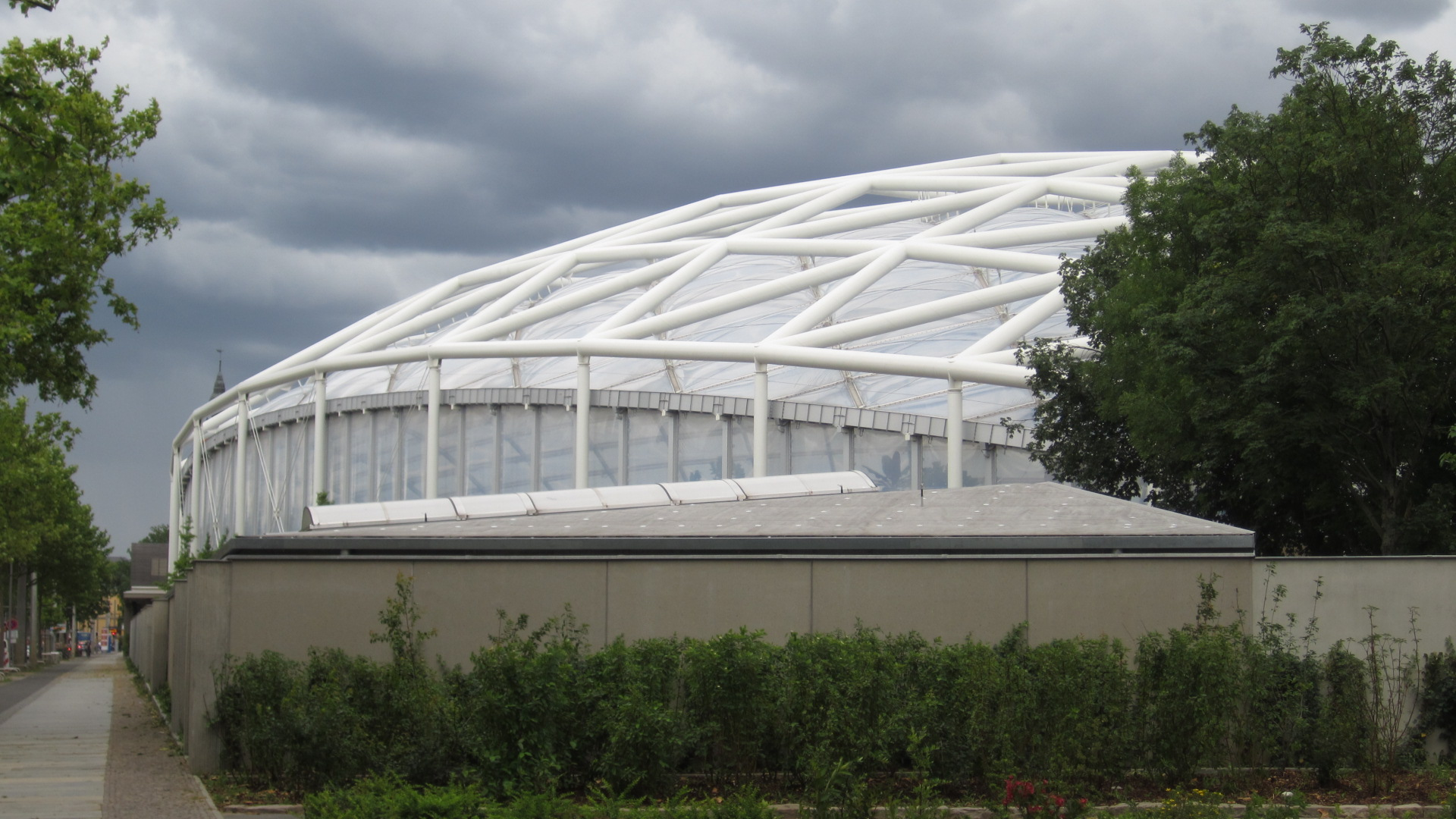
Außenansicht der Tropenhalle an der Pfaffendorfer Straße

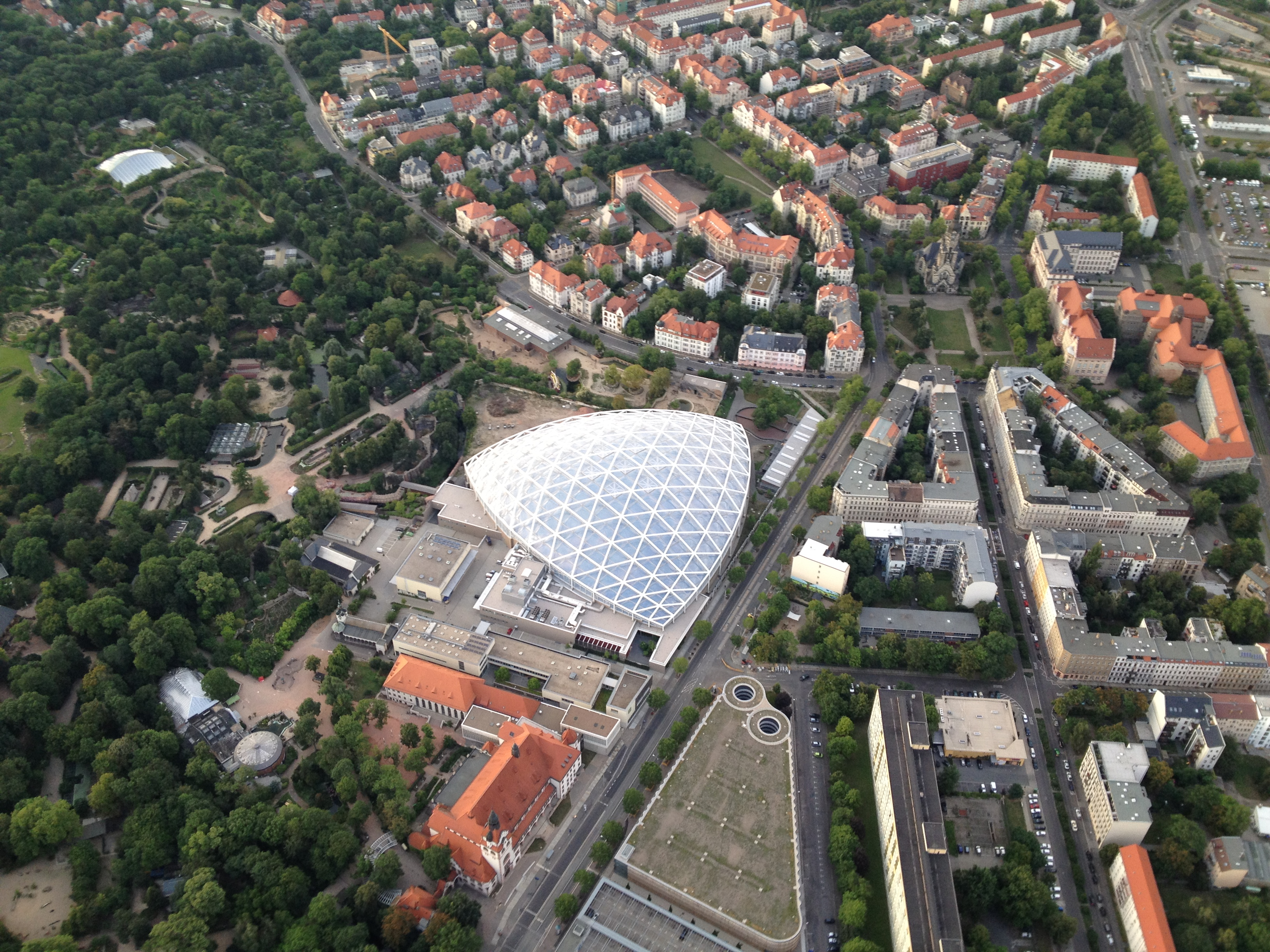
Gondwanaland aus der Vogelperspektive

Der Bau der Tropenhalle, die dem Besucher die Einheit der Kontinente Asien, Südamerika und Afrika in der erdgeschichtlichen Entwicklung vor Augen führen soll, war ursprünglich in der Mitte des Zoos geplant, etwa zwischen Nashorn- und Kiwara-Savanne im Scheitelpunkt der Themenbereiche Asien, Afrika und Südamerika. Diese Planung wurde verworfen und das ehemalige Betriebsgelände der Kammgarnspinnerei an der Pfaffendorfer Straße am östlichen Rand des Zooareals als Baugrund gewählt.
Aus dem im April 2006 ausgeschriebenen Wettbewerb für die Halle, an dem sich 17 Bewerber beteiligten, ging zunächst der Entwurf von HPP Hentrich-Petschnigg & Partner aus Düsseldorf als Sieger hervor. HPP hatte bereits 2002 das Zoo-Parkhaus entworfen. Im Verlauf der zweiten Auswahlphase entschied man sich dann jedoch für den zweitplatzierten Entwurf von Martin Henchion (* 1967) und Klaus Reuter (* 1964) vom Büro Henchion+Reuter Architects Dublin und Berlin. Eine Arbeitsgemeinschaft aus der OBERMEYER Albis-Bauplan GmbH Chemnitz (Entwurf), Eisenloffel Sattler + Partner Berlin (Tragwerksplanung), Fachleuten des Zoos und dem Architektenbüro Henchion+Reuter wurde mit der Planung des Baus beauftragt. Der Stahlbau wurde von der Eiffel Deutschland Stahltechnologie GmbH aus Hannover ausgeführt.
Der Entwurf umfasste ein Baufeld von 2,7 Hektar, wovon 1,65 Hektar von der Tropenhalle mit dem Grundriss eines Reuleaux-Dreiecks eingenommen werden. Die Dachform eines Kugeldreiecks ermöglichte ein großes Gebäudevolumen und eine erhebliche Höhe (ca. 36 Meter Firsthöhe in Dachmitte), aber auch eine Anpassung an die Nachbarbebauung durch Reduzierung der Traufhöhen auf 10,1 Meter an den drei Ecken. Am Hochpunkt in Mitte der Längsseiten ragt das Primärtragwerk 17,2 Meter über das Straßenniveau hinaus. Es ist über 154 Meter frei gespannt und hat trotzdem eine Konstruktionshöhe von nur 1,4 Metern. Die lichte Höhe in der Halle beträgt bis zu 34,5 Meter (in Hallenmitte).
Nach langen Vorbereitungen, einer Asbestsanierung der Fabrikgebäude sowie Einigungen in Sachen Denkmalschutz und Desensibilisierung der Zootiere, wurde der Industrieriegel der Fabrik am 24. Februar 2007 gesprengt. Für die Sprengung wurden von der Thüringer Sprenggesellschaft 400 Bohrlöcher angelegt und insgesamt 150 Kilogramm Sprengstoff darin platziert. Der Großteil der angefallenen Bauabfälle wurde dem Recycling zugeführt und später wieder verwendet. Als Glücksfall für den Zoo erwiesen sich die geringen Mengen an Altlasten. Nachdem der Bauschutt größtenteils beseitigt worden war, begann die Einebnung und Vertiefung der Baugrube.
Am 28. November 2007 fand der symbolische erste Spatenstich statt, an dem unter anderem Zoodirektor Jörg Junhold und Oberbürgermeister Burkhard Jung teilnahmen. Die Grundsteinlegung fand Ende 2007 statt. Die Tiefbauarbeiten begannen schließlich im Mai 2008. Ab Mai 2009 erfolgte die Montage der Dachträger. Seit Juli 2009 liefen die Tiefbauarbeiten zur Errichtung der rückwärtigen Tierhaltung des Gondwanalandes, die auch als Quarantänebereich Verwendung findet. Der Bau wurde im Januar 2010 fertiggestellt. Am 30. Oktober 2009 wurde in Anwesenheit von 600 Gästen das Richtfest der Halle mit der Fertigstellung des Primärtragwerks gefeiert. Im Winter 2009/2010 begannen die Bauarbeiten am Sekundärtragwerk. Die komplette Dachkonstruktion inklusive Folienkissen wurde im Juni 2010 fertiggestellt. Im Juli 2010 begann der Innenausbau der Halle, im Februar 2011 wurden die ersten Pflanzen gesetzt, im Mai zogen die ersten Tiere in die Gehege ein.
Im Jahre 2007 wurde die Bausumme für die Halle auf etwa 49,5 Millionen Euro beziffert. Wegen der drastisch gestiegenen Stahlpreise musste dieser Betrag 2008 um etwa 10,5 Millionen Euro, 2010 durch die Insolvenz einer maßgeblich beteiligten Baufirma um weitere 6 Millionen Euro nach oben korrigiert werden. Die Finanzierung der Halle konnte trotzdem gesichert werden. Insgesamt wurden etwa 66,8 Millionen Euro investiert, davon trugen rund 32 Millionen der Freistaat Sachsen, 11,5 Millionen die Stadt Leipzig und über 23 Millionen der Zoo selbst. 1,6 Millionen Euro kamen durch Spenden und Tierpatenschaften zusammen.

### Eröffnung

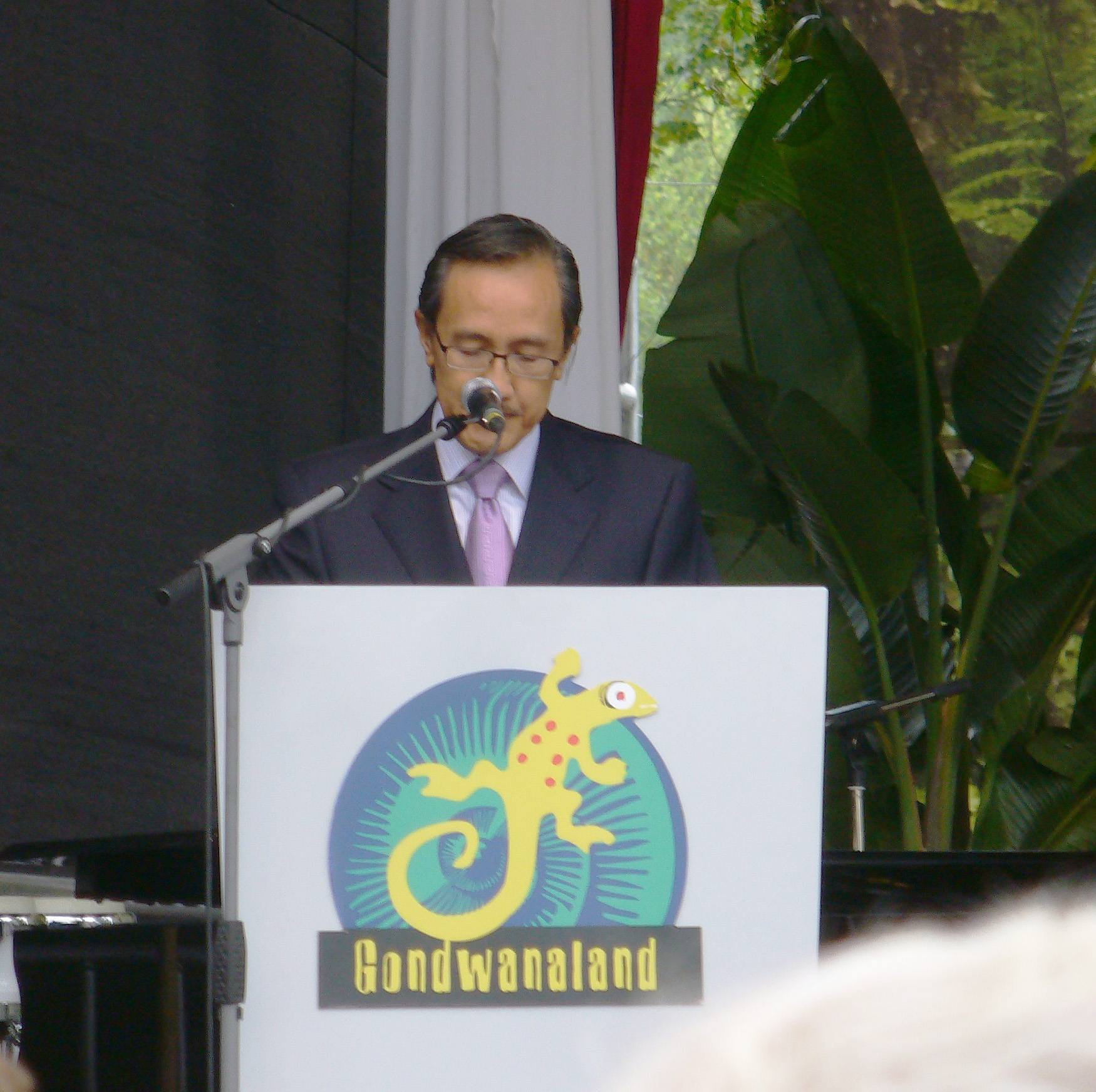
YB Datuk Masidi Manjun bei der Eröffnung von Gondwanaland

Eröffnet wurde die Tropenhalle Gondwanaland am 30. Juni 2011 durch Sachsens Ministerpräsidenten Stanislaw Tillich und Leipzigs Oberbürgermeister Burkhard Jung mit der symbolischen Übergabe einer Machete an Zoodirektor Jörg Junhold, mit der er daraufhin das Band durchtrennte. Anschließend feierte der Zoo mit 1500 geladenen Gästen – unter ihnen Sachsens Sozialministerin Christine Clauß, die Gruppe Die Prinzen und der Minister für Tourismus, Kultur und Umwelt des malaysischen Bundesstaats Sabah YB Datuk Masidi Manjun – die Fertigstellung des größten und kostenintensivsten Projekts des seit Ende der 1990er-Jahre verwirklichten Konzepts Zoo der Zukunft.
Seit dem 1. Juli 2011 ist Gondwanaland für alle Zoobesucher zugänglich. Verantwortlich für die Tropenhalle ist seitdem der Schweizer Zoologe und Seniorkurator Fabian Schmidt, der Sohn des ehemaligen Direktors des Zoos von Frankfurt am Main, Christian R. Schmidt.

## Aufbau und Themenbereiche
Vom Gelände des Zoos selbst erreicht der Besucher die Halle über ein Eingangsgebäude an der Südwestecke der historischen Raubtierterrassen aus dem Jahre 1929 (ein Teil dieser Anlage musste zu diesem Zweck abgebrochen werden). Über eine Brücke über der Parthe bewegen sich die Besucher durch eine Schlucht, deren Ostseite einen vertikalen Garten bildet und tauchen immer tiefer in die Vegetation ein, um schließlich den Zugangstunnel zu erreichen. Dieser hat nicht nur zuführenden Charakter – er enthält auch einen Pfad der Evolution, wo dem Besucher in einer Nacht- und einer Tagtierabteilung Lebewesen präsentiert werden, die als „lebende Fossilien“ gelten.
Dazu zählen unter anderem:
- Schützenfische, Lungenfischarten dreier Kontinente (Afrika, Südamerika, Australien), Rote Kongosalmler, Spritzsalmler, Rotaugen-Moenkhausia, Langbärtige Schwielenwelse, Australische Perlmutter-Regenbogenfische, Zwergregenbogenfische, Gefleckte Knochenhechte
- Glattrücken-Schlangenhalsschildkröten, Komodowarane
- Kowaris, Tüpfelbeutelmarder oder Quolls, Zwergplumploris und Rotschulter-Rüsselhündchen. Auch das durch die Medien bekannt gewordene Nordopossum-Weibchen Heidi war hier beheimatet. Nach dem Tod des letzten Tieres im April 2012 ist diese Art nicht mehr im Bestand des Zoos vertreten.

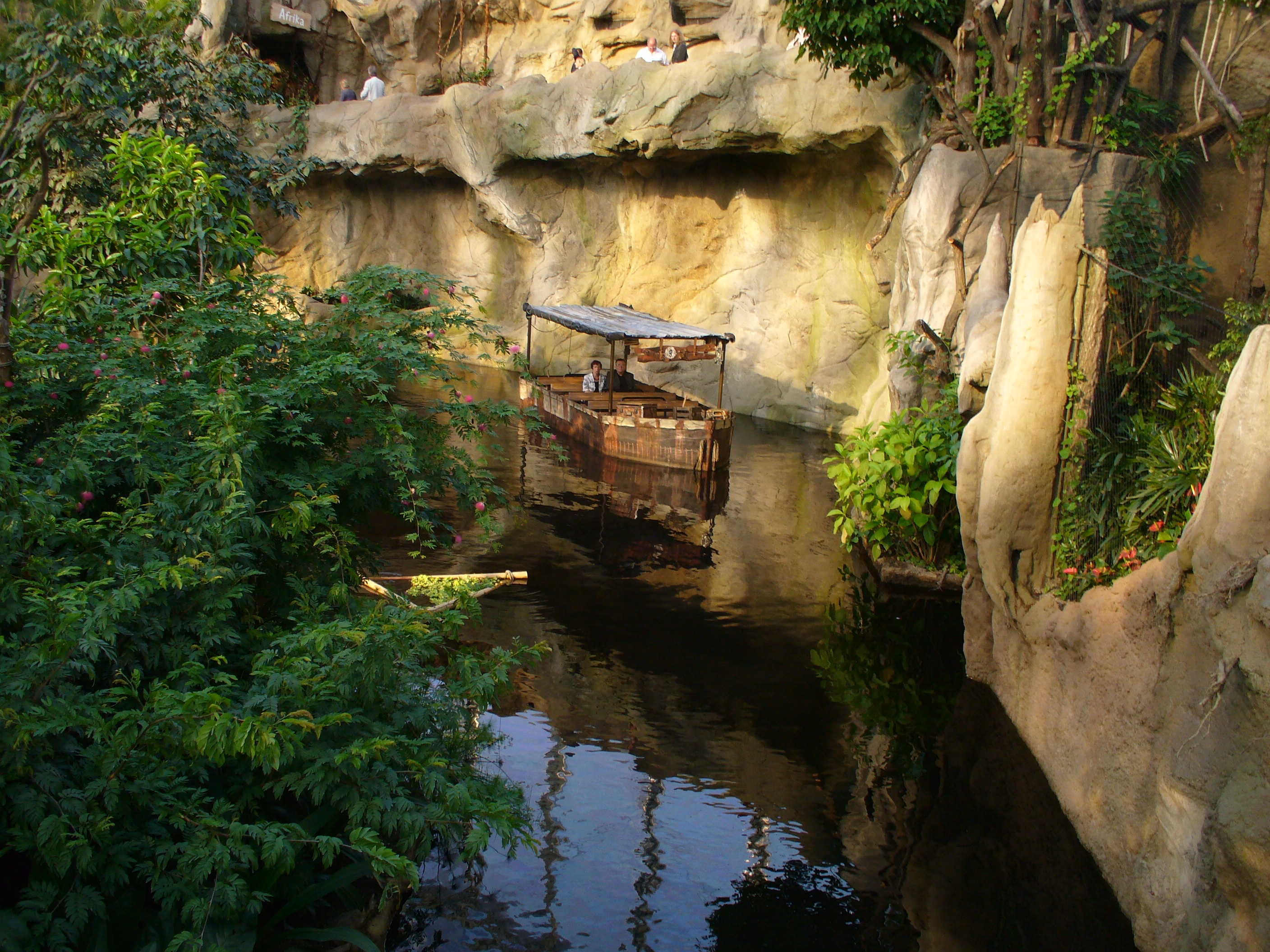
Auf dem Urfluss „Gamanil“

Den Ausgangspunkt für den Rundgang in der Tropenhalle bildet ein „Pfahlbaudorf“ im Urwald. Der Besucher hat die Möglichkeiten, von dort die Halle zu Fuß oder im Boot zu erkunden. Der als Urfluss gestaltete 390 Meter lange Bootskanal erhielt zu seiner Flutung am 5. Mai 2011 den Namen „Gamanil“, gebildet aus den Namen der größten Flüsse Asiens, Südamerikas und Afrikas, Ganges, Amazonas und Nil. Dort bewegen sich an einer Endloskette 13 Boote mit jeweils 16 Sitzplätzen; der Rundkurs in dem 1,20 bis 1,50 Meter tiefen Wasser beginnt mit der 4½-minütigen Durchquerung eines unterirdischen Tunnels. Nach diesem dunklen Höhlenbereich, in dem multimedial die Entstehung des Urkontinents Gondwana inszeniert wird, verlassen die Boote die Höhle durch eine Grotte und tauchen ein in den tropischen Regenwald. Die insgesamt 11 Minuten dauernde Bootstour führt weiter durch die drei Kontinentenbereiche der Halle. Von der Wasserfläche aus haben die Besucher freien Blick auf Flora und Fauna des Regenwaldes.
Es gibt verschiedenste Wege: Erdpfade, steinige Wege durch Felsen, Sandwege oder auch Pfade durch dichte Vegetation. Ein Bestandteil des Rundweges ist ein über 90 Meter langer „Baumwipfelpfad“ in 12 Metern Höhe, der sich zwischen Urwaldriesen und einer Felswand wie ein Spinnennetz durch den Dschungel spannt. In jedem Kontinentbereich ist es zudem durch tieferliegende Gräben und Tunnel möglich, Tiere auf Höhe der Wasseroberfläche, am Boden sowie durch Aquarien auch unter Wasser zu beobachten. Im Gondwanaland gibt es außerdem einen zehn Meter hohen Wasserfall.
Abgesehen vom Baumwipfelpfad, der nur über Hängebrücken zu erreichen ist, wurden der Rundweg und die Boote barrierefrei geplant und sind auch für Rollstuhlfahrer zugänglich.
Neben einem Souvenirladen besitzt die Halle auch ein Restaurant und einen Veranstaltungsbereich für Feiern und Tagungen.

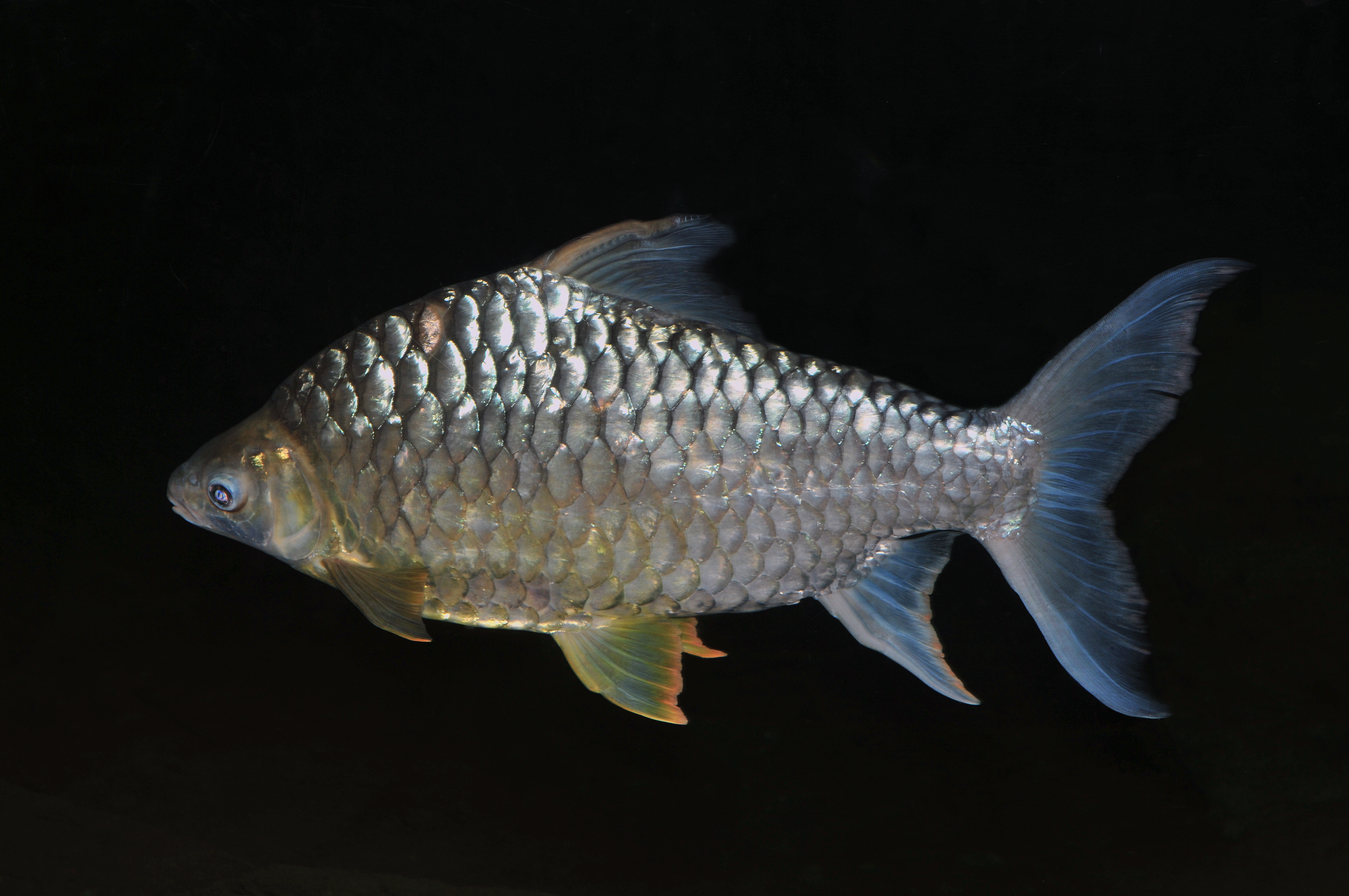
Diamantbarbe im Sunda-Gavial-Becken des Gondwanalands

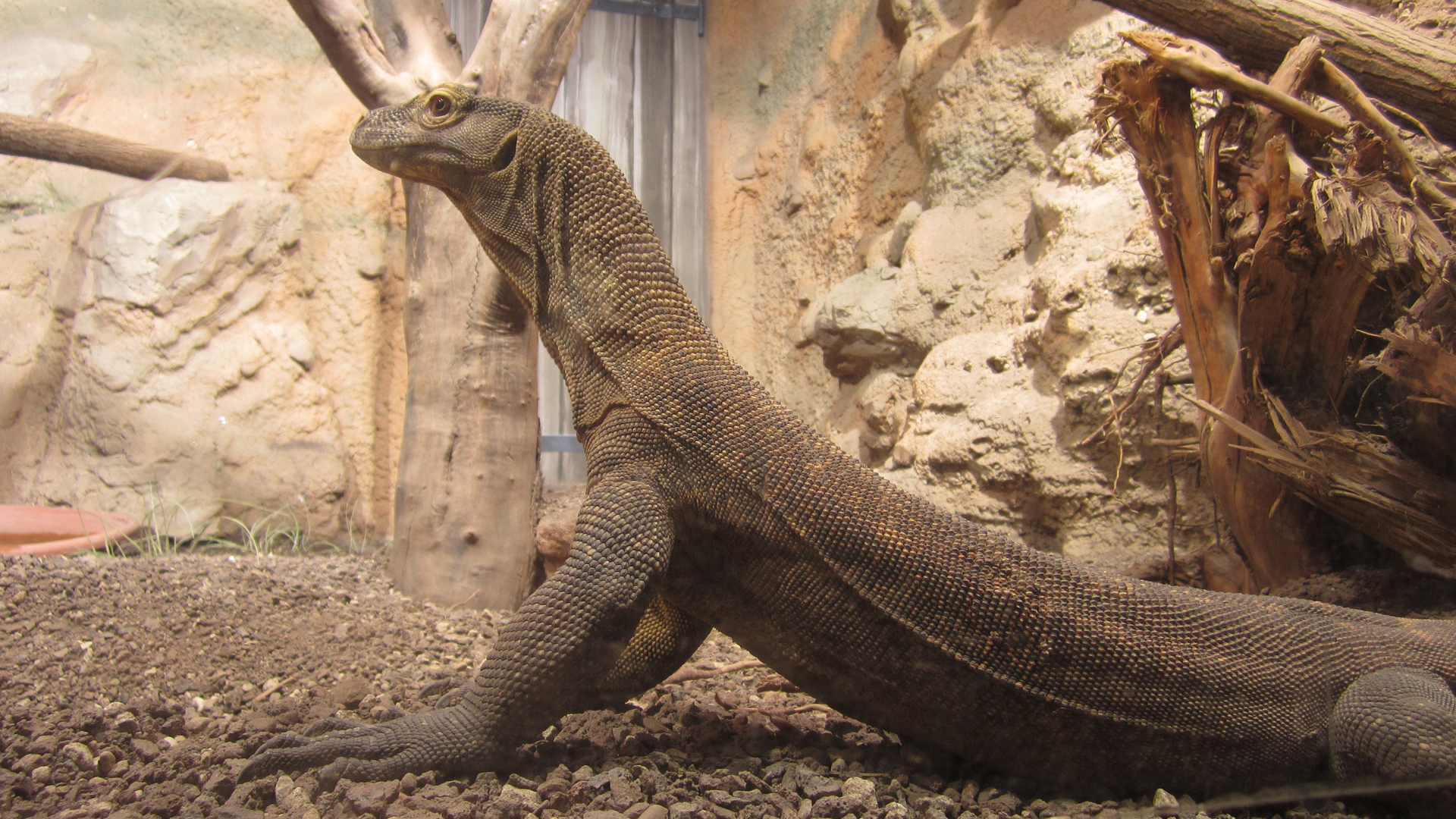
Komodowaran im Gondwanaland

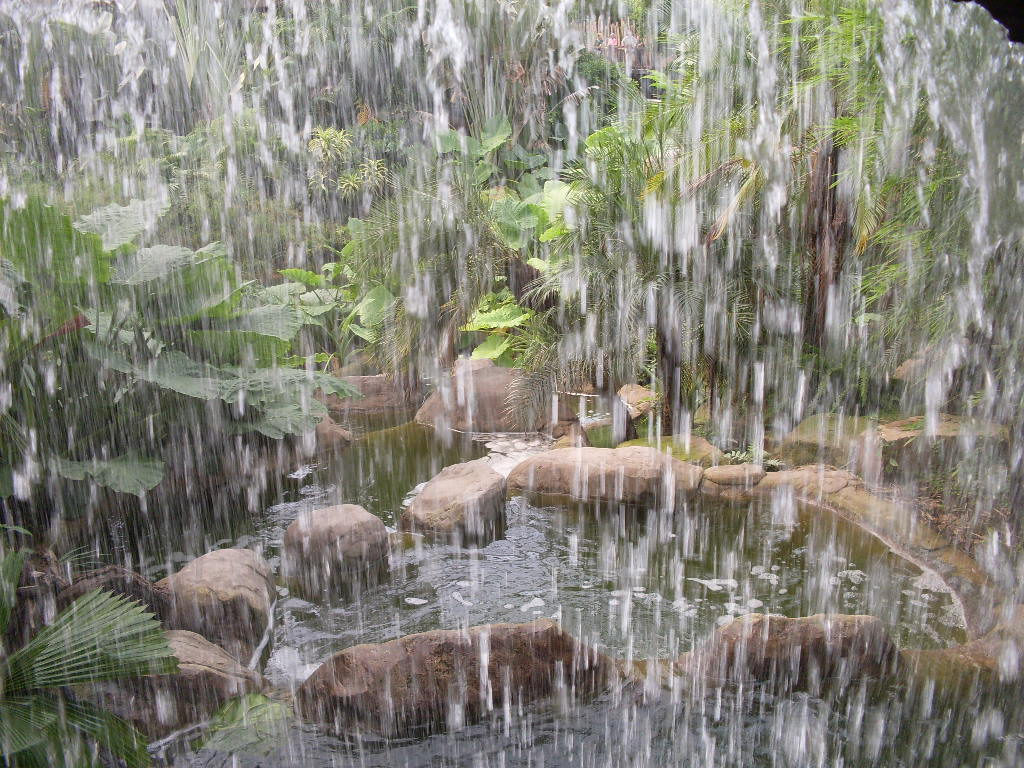
Blick durch den Wasserfall

Der Tierbestand der einzelnen Kontinentbereiche der Halle:
Asien:
- Riesenguramis, Brassenbarben, Diamantbarben, Kaiser-Schlangenköpfe, Rotband-Schlangenköpfe, Haiwelse, Schwarze Fransenlipper, Sumatrabarben, Hengels Keilfleckbarben
- Schwarzgepunktete Winkerfrösche
- Komodowarane[11] (größte Waran-Art der Welt), Tempelschildkröten, Borneo-Flussschildkröten, Strahlen-Dreikielschildkröten, Braune Landschildkröten, Papua-Weichschildkröten, Sunda-Gaviale
- Runzelhornvögel
- Schabrackentapire, Fischkatzen, Zwergotter

Afrika:
- Marienbuntbarsche
- Lehm-Riedfrösche
- Strahlenschildkröten, Blaue Bambustaggeckos, Himmelblaue Zwergtaggeckos, Gelbkopf-Zwerggeckos
- Eulenkopfmeerkatzen, Dianameerkatzen, Zwergflusspferde, Kronenmakis und Kirk-Dikdiks

Südamerika:
- Schwarze Dornwelse, Arapaimas, Schwarze Pacus, Langschnauzen-Knochenhechte, Rotflossen-Antennenwelse
- Gelbgebänderte Baumsteiger, Grüner Leguan
- Arrau-Schienenschildkröten
- Riesenotter, Gewöhnliche Totenkopfaffen, Ozelots, Zweifingerfaultiere, Acouchis, Silberaffen, Weißbauch-Zwergseidenäffchen

Die Faultiere haben inzwischen ihre „Faultierinsel“ verlassen und sind in der gesamten Halle unterwegs und meist an der Decke anzutreffen. 
In der Halle wurde 2015 eine bis dahin unbekannte Insektenart, der Gewächshaus-Ohrwurm, entdeckt.
Während der Großteil des Tierbestandes in unterschiedlich gestalteten und dimensionierten Gehegen gehalten wird (siehe oben), haben einige Tierarten unbegrenzten Zugang zum Luftraum, den Wasserflächen und dem Urwaldboden.
Dazu zählen bislang:
- Gottesanbeterinnen
- Korallenfinger-Laubfrösche, Färberfrösche, Gestreifte Blattsteiger, Rote Tomatenfrösche, Siamesische Braunfrösche, Gewächshausfrösche, Hornlappen-Ruderfrösche, Kleine Winkerfrösche, Goldbaumsteiger, Rotaugenlaubfrösche, Zweifarbige Pfeilgiftfrösche, Mitchells Riedfrösche und Reisfrösche
- Bahamaanolis, Blaukopfanolis, Weißlippenanolis, Grüne Leguane, Grüne Wasseragamen, Stirnlappenbasilisken, Madagaskar-Taggeckos, Aldabra-Taggeckos, Pfauenaugen-Taggeckos, Goldstaub-Taggeckos, Pasteurs Taggeckos und Zwerg-Streifengeckos
- Straußwachteln, Gelbbrust-Pfeifgänse, Kleine Amazonasenten, Radjahgänse, Schmuckzwergenten, Kleine Kubafinken, Jacarinifinken, Sonnenrallen, Zweifarben-Fruchttauben, Madagaskarweber, Rotohrbülbüls, Schamadrosseln, Hartlaubturakos, Kragentauben, Pagodenstare, Maskenkiebitze, Mähnenibisse, Schuppenkopfrötel, Venezuela-Blaukehlguane, Halsbandlieste, Mohrensumpfhühner und Schwefelmaskentyrannen
- Vietnam-Inselflughunde

Damit die Tropenhalle neben einem abwechslungsreichen Bestand an Klein- und Großtieren auch in botanischer Hinsicht große Vielfalt bietet, wurden im Jahr 2009 insgesamt 131 Großbäume (Höhe 6 bis 12 Meter) aus Spezialgärtnereien in Florida und Südostasien importiert und mit Spezialcontainern auf dem Seeweg nach Rotterdam gebracht. In Spezialgärtnereien wurden die Pflanzen an die geringere Sonneneinstrahlung in Mitteleuropa gewöhnt und im Spätherbst 2010 in die Halle verpflanzt. 415 Bäume bzw. Pflanzen sind mittelgroße Gewächse (3 bis 5 Meter), der Großteil der tropischen Vegetation besteht jedoch aus kleinen Gewächsen, insgesamt finden sich 16.000 Exemplare in 500 Arten in der Halle.

## Klimatechnik

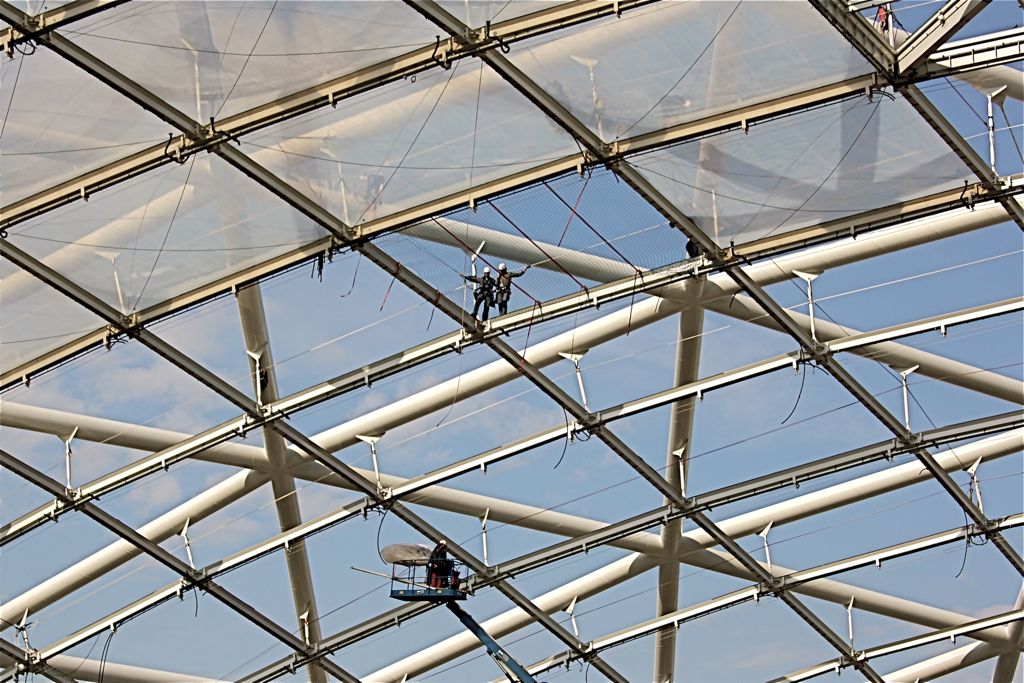
Montage der ETFE-Folienkissen am Sekundärtragwerk des Hallendaches

Die tropischen Pflanzen und Tiere verlangen nach ganzjährig gleich bleibenden Temperaturen und Luftfeuchtigkeit. Zu diesem Zweck wurde ein System aus Heizungs- und Kühlanlagen installiert, das zum Teil auf Fernwärme und zum Teil auf Energierückgewinnung basiert. Ein Teil der Energie wird aus Solaranlagen auf dem Dach bezogen. Der Wasserverbrauch wird partiell durch aufbereitetes Regenwasser gedeckt. Die Halle ist mit einer sphärischen, formaktiven Stabwerkskuppel überdacht. Dabei sind zwei Ebenen übereinander angeordnet. Außen liegt ein stahlsparendes Primärtragwerk im Dreiecksraster, von dem aus mit Rohrprofilen ein filigraneres auf einem Vierecksraster basierendes Sekundärtragwerk abgehängt ist. Das Sekundärtragwerk bildet auch die Entwässerungsrinnen, die von einer umlaufend angeordneten Hauptentwässerungsrinne ergänzt werden, welche das Regenwasser zur Weiterverwendung in Tanks leitet. Der Abstand zwischen Primär- und Sekundärkonstruktion beträgt etwa 1,8 bis 3,5 Meter.
Die rund 17.900 m² große Dachhaut bilden 411 pneumatisch vorgespannte ETFE-Folienkissen. Diese bestehen jeweils aus drei Folienlagen in deren Zwischenräumen mittels Druckluft ein Überdruck von 250 Pa aufgebaut wird, der die Folien zu einem Zweikammer-Kissen formt und so vorspannt und stabilisiert. Für Schneelasten kann der Druck auf 800 Pa erhöht werden. Die Kissen sollen eine optimale Wärmedämmung garantieren und gleichzeitig den vollen Lichteintritt einschließlich ausreichender UV-Strahlung in den Raum darunter aufrechterhalten. Damit das Dach schneefrei bleibt, können sie auch erhitzt werden.
Zur Aufrechterhaltung einer konstanten Temperatur wird die Halle bei Erfordernis im Sommer durch Lufttausch gekühlt und im Winter beheizt. Zwei Hauptlüftungsanlagen sollen eine Überhitzung der Halle vermeiden. Bei Temperaturen über 28 °C öffnen die Dachfenster, warme Luft entweicht nach außen und kühlere Außenluft strömt über steuerbare Lüftungslamellen in der Fassade nach. Wird der natürliche Luftstrom zu gering, schalten sich seitlich eingebaute Ventilatoren ein, diese sind für eine Luftmenge von 600.000 Kubikmetern pro Stunde konzipiert. Außerdem verfügen die Lüftungsanlagen über eine Wärmerückgewinnung. Dazu wird über eine als Baumriese getarnte Betonsäule
die heiße Luft unter der Hallendecke abgesaugt und über eine Wärmepumpe in einen 100 Kubikmeter großen Erdwärmespeicher eingespeist.
Um die hohe Luftfeuchtigkeit zu erreichen, wird an den Lüftungseinlässen Wasser versprüht. Der große Wasserfall sorgt für die Basisbefeuchtung. Zur Befeuchtung dient hauptsächlich Regenwasser, das in vier Zisternen mit 588 Kubikmetern und zwei Tagestanks mit je 30 Kubikmetern gesammelt wird.